# 滇榄仁
滇榄仁（学名：Terminalia franchetii）为使君子科诃子属的植物，为中国的特有植物。分布于中国大陆的云南、四川等地，生长于海拔1,000米至3,200米的地区，常生长在干燥河谷及阳坡。

## 别名
黄心树（云南），夫兰氏榄仁（植物分类学报）

## 变种
- 光叶滇榄仁（学名：Terminalia franchetii var. glabra）是使君子科诃子属滇榄仁的变种。分布于中国大陆的四川、云南等地，生长于海拔1,000米至3,200米的地区，多生长在干燥河谷或阳坡。别名牛板筋（四川），牛荆（四川），牛筋树（云南）。
- 薄叶滇榄仁（学名：Terminalia franchetii var. membranifolia）是使君子科诃子属滇榄仁的变种。分布于中国大陆的广西、云南等地，生长于海拔1,100米至1,600米的地区，常生长在稀树乔木林中。别名薄叶夫兰氏榄仁（植物分类学报）。